# کارن سمباتیان
کارن سمباتیان (ارمنی: Կարեն Սմբատյան؛ انگلیسی: Karen Smbatyan؛ ۲۱ آوریل ۱۹۳۲ – ۲۷ دسامبر ۲۰۰۸) یک نقاش اهل ارمنستان بود.

## زندگی‌نامه
کارن سمباتیان در خانواده‌ای ارمنی در گیومری زاده شد. تحصیلات هنری خود را در کالج هنرهای زیبای پانوس ترلمزیان کسب نمود. او در نمایشگاه‌های متعدد بین‌المللی شرکت جسته‌است. آثار وی در گالری‌های کشورهای مختلف از جملهٔ نگارخانه ملی ارمنستان، موزه هنر مدرن واشینگتن، گالری ریچارد مانوکیان در دیترویت، گالری آرشیل گورکی در پاریس، موزه هنر مدرن زیمرلین درنیوجرسی و مجموعه‌های هنری خصوصی نگهداری می‌شود.

## زندگی‌نامه هنری
کارن سمباتیان به عنوان یک هنرمند چند بعدی در طی زندگی هنری خود برای حفظ فطرتی آزاد و نگرشی صادقانه مبارزه کرده‌است. سرنوشت ارامنه و حفظ هویت ملی در کنار فعالیت‌های خلاقانه هنریش همواره برایش مهم بوده‌است.
آثارش در بین سال‌های ۵۰–۶۰ بر اساس جستجوهای وی برای به تصویر کشیدن اشیاء و مظاهر انسانی به شیوه‌ای که زندگی و جاودانگی به آن‌ها ببخشد شکل گرفته‌است.
سمباتیان در سال‌های ۱۹۸۰–۱۹۶۶ سردبیر نشریات تزیتزرناک و (به ارمنی: Պիոներ) بوده‌است و تصویرسازی‌هایی برای کودکان انجام داده‌است. از جمله تصویرسازی بر اساس افسانه‌های جانی روداری و تصویرسازی برای نشریات با روش‌هایی نو. به موازات این فعالیت‌های هنری او اهمیت بسیاری به مطالعه‌های هنری می‌داد و توجه خاصی به پژوهش در زمینه ریشه‌های هنر ارمنی از جمله مینیاتور ارامنه داده‌است.
او با درک عمیق دستاوردهای هنر نقاشان به نام ارمنی ماردیروس ساریان، کالنتز و میناس آوتیسیان در زمینه استفاده از رنگ، رنگ‌های سطوح تصویرهای خود را بسیار تأثیرگذار خلق می‌نماید. «هنر جشن رنگ است» او با این گفته اوژن دولاکرواهم عقیده می‌شود با باور بر اینکه طرح در اثر نباید غالب بر رنگ باشد.
دوستداران هنر به او لقب «شوالیه رنگ» را دادند. هنر او با انرژی، دید و فرم‌های خاص هنری بر بینندگان متجلی می‌شود.
سمباتیان از سال ۱۹۶۵ به مناسبت پنجاهمین سالگرد نسلکشی ارامنه مجموعه پرتره‌هایی از میهن‌پرستان ارمنی کشیده‌است.
او با تیزبینی خاص یک چهره‌نگار با شیوه‌ای آزاد و ضربه قلم موهای ماهرانه پرتره‌هایی با ظرافت زیاد، رنگ‌ها و سایه روشن‌های هماهنگ خلق کرده‌است که از بیانی قوی برخوردار است. آثار منظره‌نگاری و طبیعت بی جان وی با رنگهای زنده و زیبا و ضربه قلم موهای قاطع شکل گرفته‌است. در این آثار نقاش با شور و شوق آشکاری سرزمین مادری خودرا به تصویر کشیده‌است. با نگاه به آثار مختلف سمباتیان بیننده لبریز از نور می‌شود و زندگی زیباتر و روشن‌تر نگریسته می‌شود. رنگ‌های سمباتیان روشن، تن‌های رنگی او واضح و نقاشی‌های وی صمیمی، صادقانه و لبریز از احساس می‌باشد. سمباتیان در آثارش در زمینه استفاده از فرم‌ها، رنگ‌ها و ترکیب بندی به مهارت رسیده‌است.

## نگارخانه

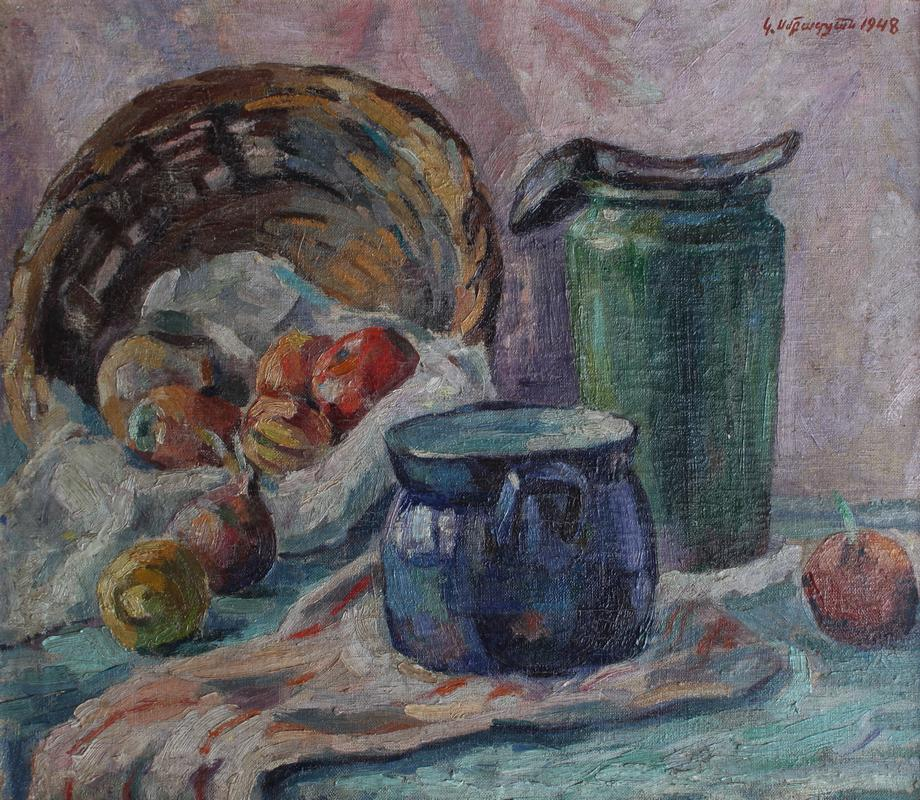
"کار کلاسی-۱۹۴۸ "
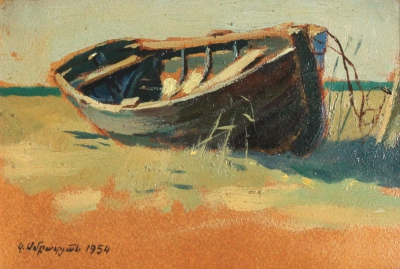
"قایق رانی -سمباتیان ۱۹۵۴ "
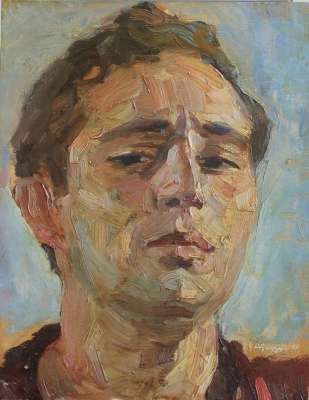
"خود نگاره-۱۹۵۷
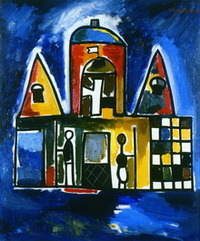
"قلعه‌ای در هوا"
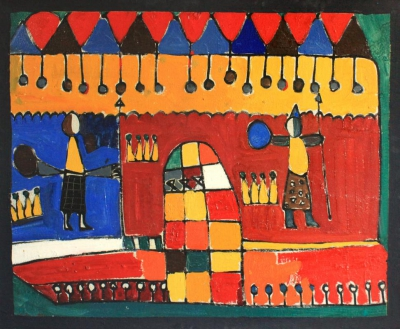
کاخ-۱۹۷۴"
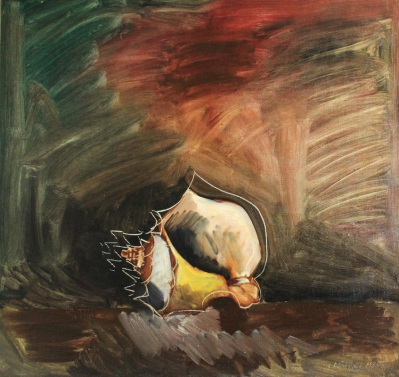
صدف-۱۹۷۵
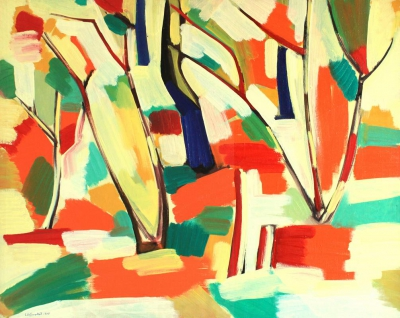
"بهار-۱۹۹۹"
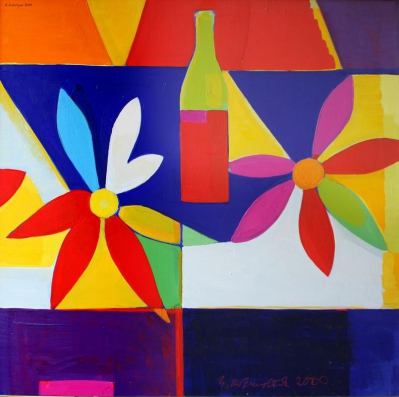
"ترکیب بندی با گل‌ها و بطری‌ها -۲۰۰۰"
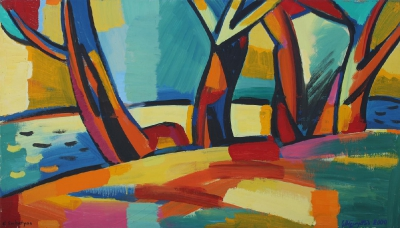
"پاییز در دره هرازدان ۲۰۰۰ "
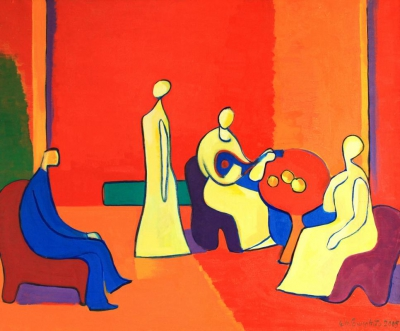
"نیم روز-۲۰۰۵"
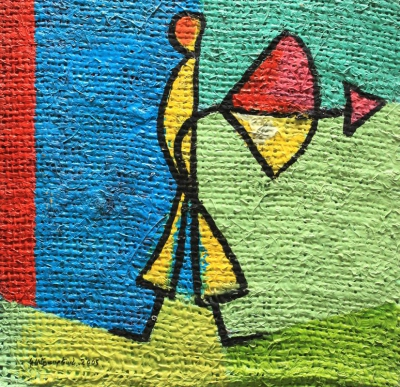
"کمانگیر"
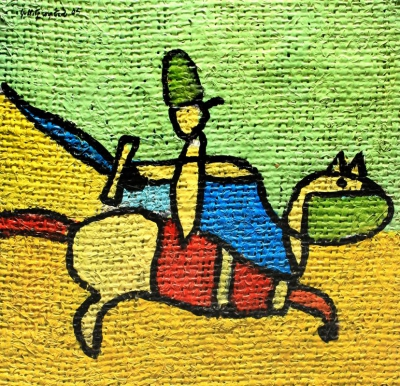
"اسب سوار"
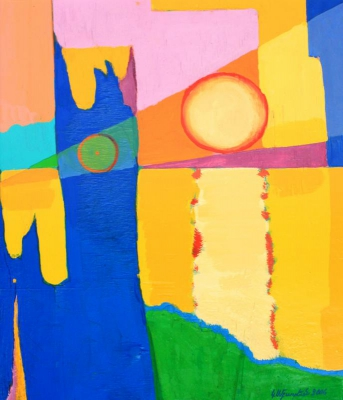
"خورشید شمالی-۲۰۰۶"
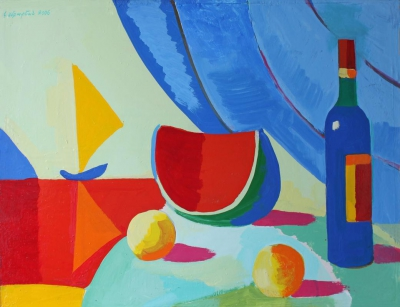
"طبیعت بی جان در یک منظره-۲۰۰۶"
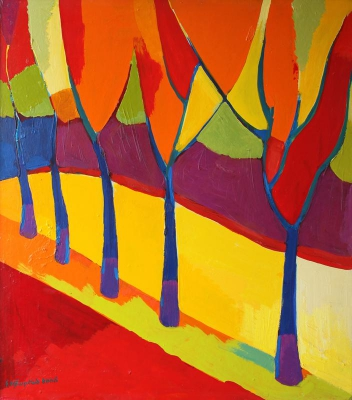
"کوچه پاییزی-۲۰۰۶"
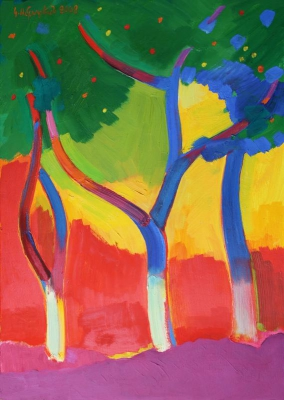
درختان زرد آلو-" ۲۰۰۸ "